# アライ渓谷
アライ渓谷（キルギス語: Алай өрөөнү, ロシア語: Алайская долина）は、キルギス共和国オシ（オシュ）州南部のアライ山脈と外アライ山脈に挟まれた場所を東から西へ流れる、幅が広く、乾燥した谷である。アライ谷、アライ峡谷とも言う。

## 自然地理
アライ渓谷は、東端のトンムルン（Tongmurun）峠から真西へ向かって、ほぼ一直線に約150キロメートル伸び、谷幅は8～25キロメートル、面積は約1700平方キロメートルである。最低地点の標高は2240メートル、最高地点は3536メートルである。 渓谷の北側にはアライ山脈が東西方向に一直線に並び、山脈を越えるとフェルガナ盆地へとなだらかにくだる。渓谷の南側には外アライ山脈が東西方向に一直線に並び、尾根筋がタジキスタンとの国境をなしている。外アライ山脈には標高7134メートルのレーニン峰（現在はクーヒ・ガルモ山に改名）がそびえ立つ。
アライ渓谷の西部40キロメートルの部分には谷よりも丘が多い。東部にはトンムルン（Tongmurun）峠があり、さらに進むと、キルギスと中国との国境、イルケシュタム峠に通じる。イルケシュタムは分水界にもなっており、西行するキジル＝スー川（Kyzyl-Suu, р. Кызылсу）はイルケシュタムからアライ渓谷の北側を所々で伏流となって流れる。なお、イルケシュタムから東行するキジル＝スー川はカシュガルまで流れてカシュガル川になる。なお、Kyzyl-Suu とはキルギス語で「赤い川」を意味し、河水に赤い泥を含むことからその名で呼ばれる。西キジル＝スーがタジキスタンに流れ込む鞍部にはカラミク（Karamyk）峠があり、キジル＝スー川はそこからヴァフシュ川と名前を変える。ヴァフシュ川は南西の方角へと流れ、アムダリヤ川に合流する。

## 人文地理
谷沿いにA371ハイウェイが走る。タジキスタンに抜ける西の峠は外国人の通行が許可されていないが、東側の中国への峠はオープンである。A371はサリ＝タシュ（Sary-Tash）でM41ハイウェイ（パミール・ハイウェイ）と交差する。そこからM41で北側へ向かうとオシュに着く。南側へ向かうと、道が非常に悪くなるが標高4,280メートルのキジル＝アルト（Kyzyl-Art）峠に至る。峠を越えるとタジキスタンのムルガブにたどり着く。
アライ渓谷に住む人々の人口は、およそ17,000人と見積もられており、そのほとんど全員がキルギス人であるが、タジク人が集住する場所も少しある。当地を訪れた旅行者の報告によれば、「仕事がなく冬は厳しい。また農業には不向きな環境である。ここでの生活は非常に厳しく、成人男性のほとんどは当地を去って、他所で仕事を探す」という。
アライ渓谷内又はその周辺にある地名としては次のものがある。 Irkestam, Nura, Sary-Tash, Achiktash, Lenin Peak, Sary-Mogol, Kashkasuu, Bordobo, Karakavak, Dzhaman-Kyrchin, Kyzyleshme, Daroot-Korgon, Chak, Dzharbashy, Karamyk.

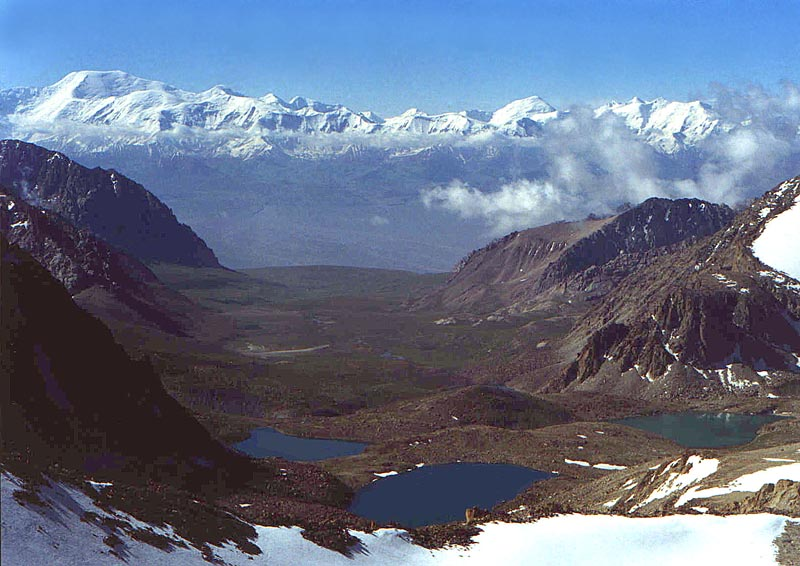
アライ渓谷にある湖と外アライ山脈
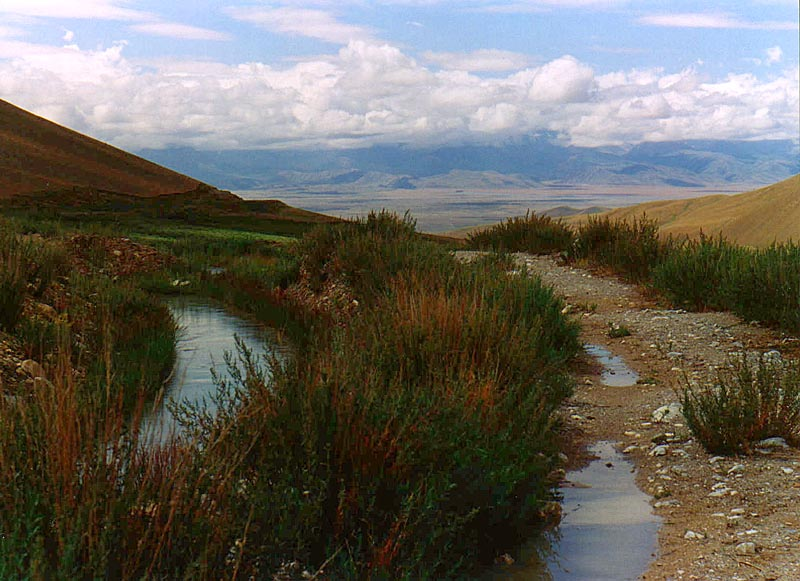
カシュカ＝スー川近くのアライ渓谷の風景
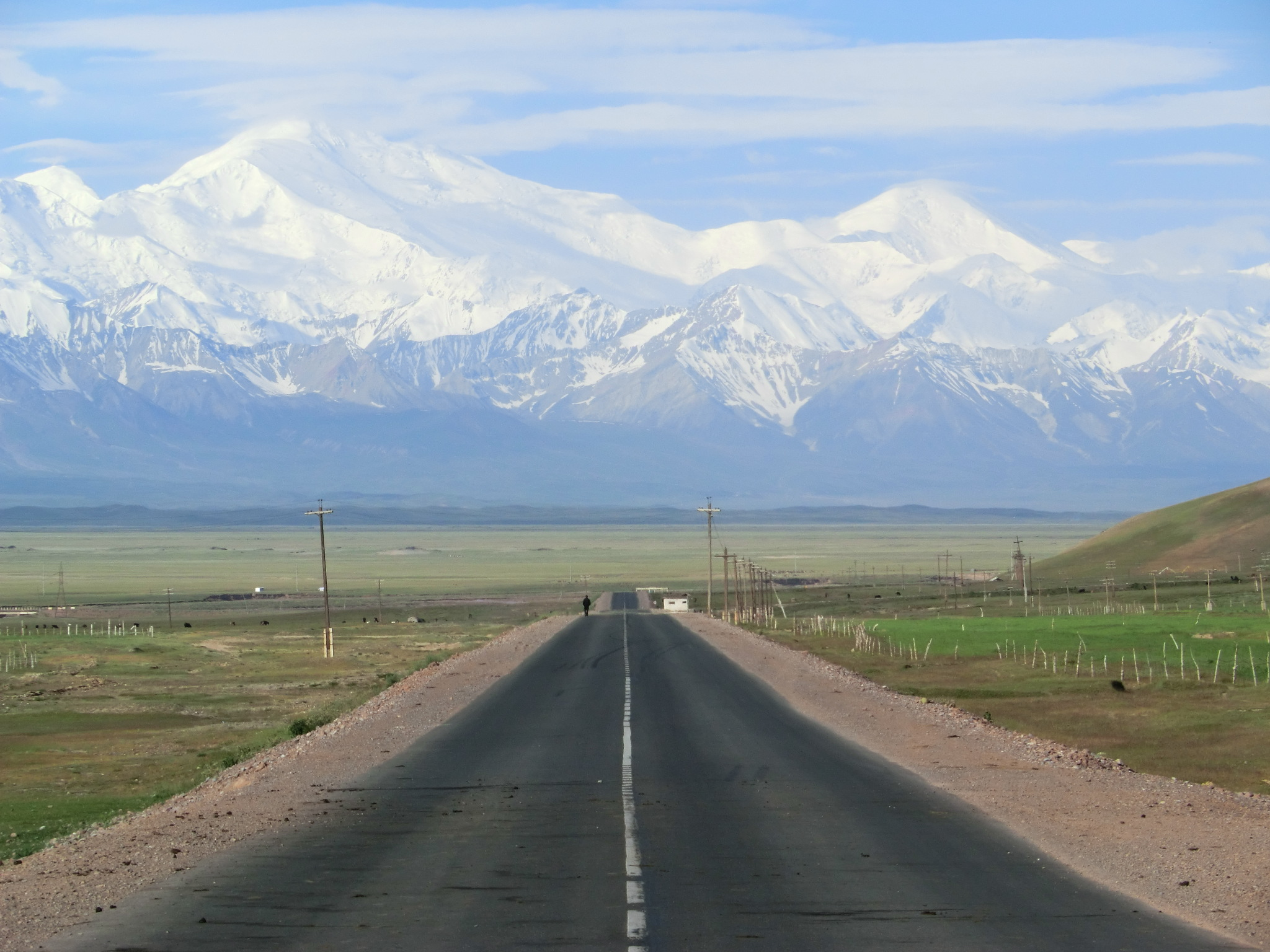
サリ＝タシュから見たアライ渓谷とレーニン峰
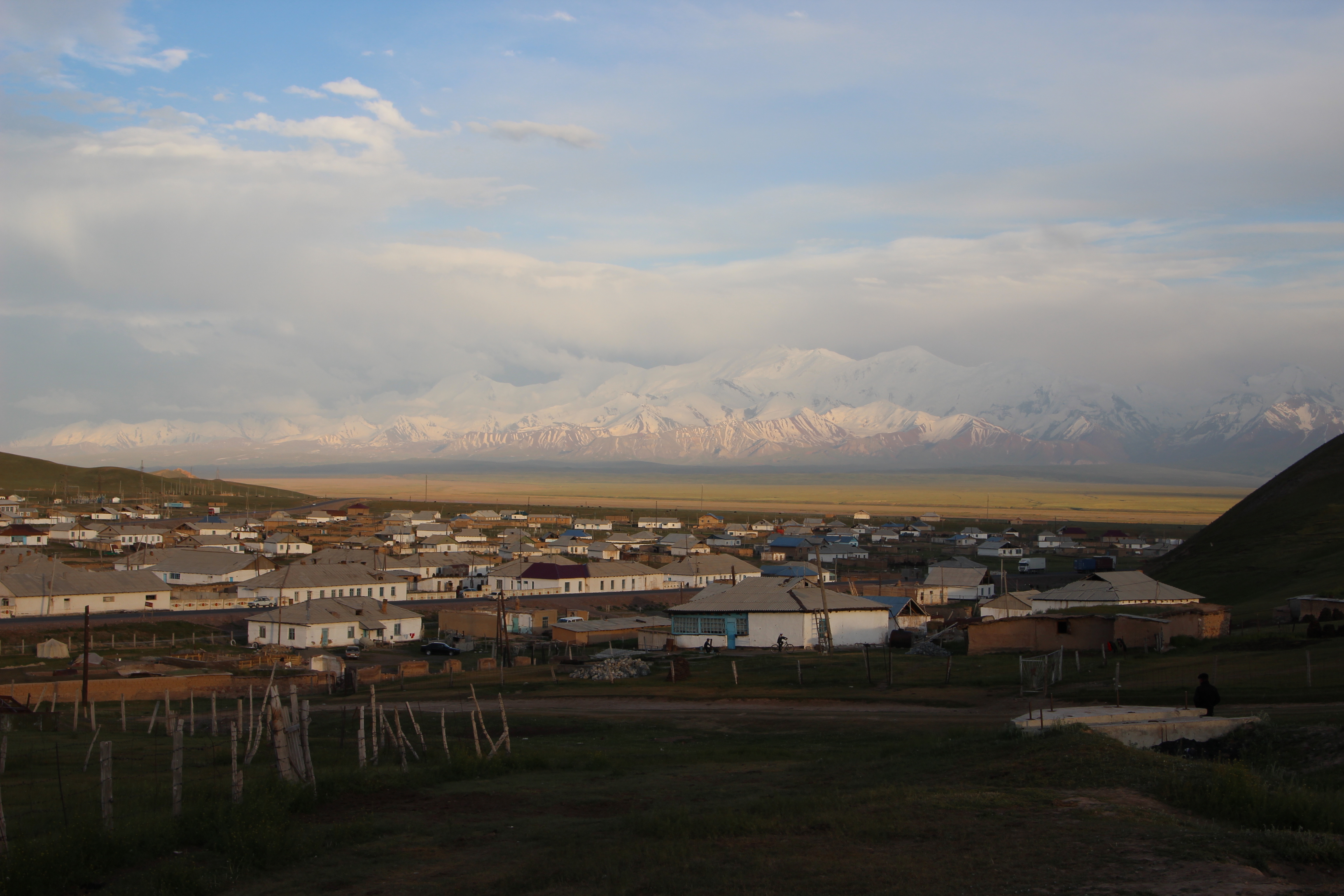
サリ＝タシュの集落、アライ渓谷、外アライ山脈
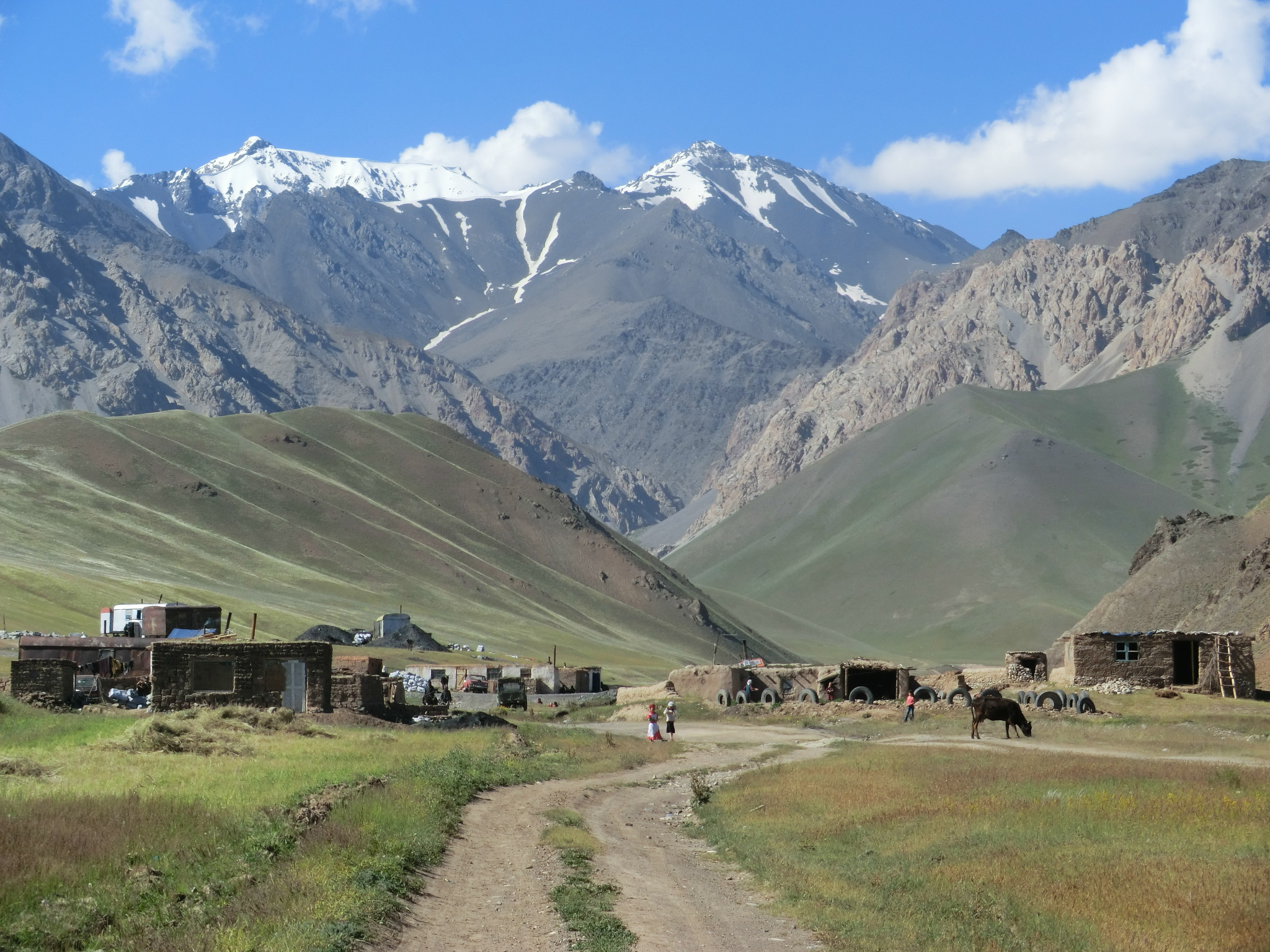
アライ渓谷の支流の一つヂプティク谷のレンガ壁の集落と、北にあるアライ山脈
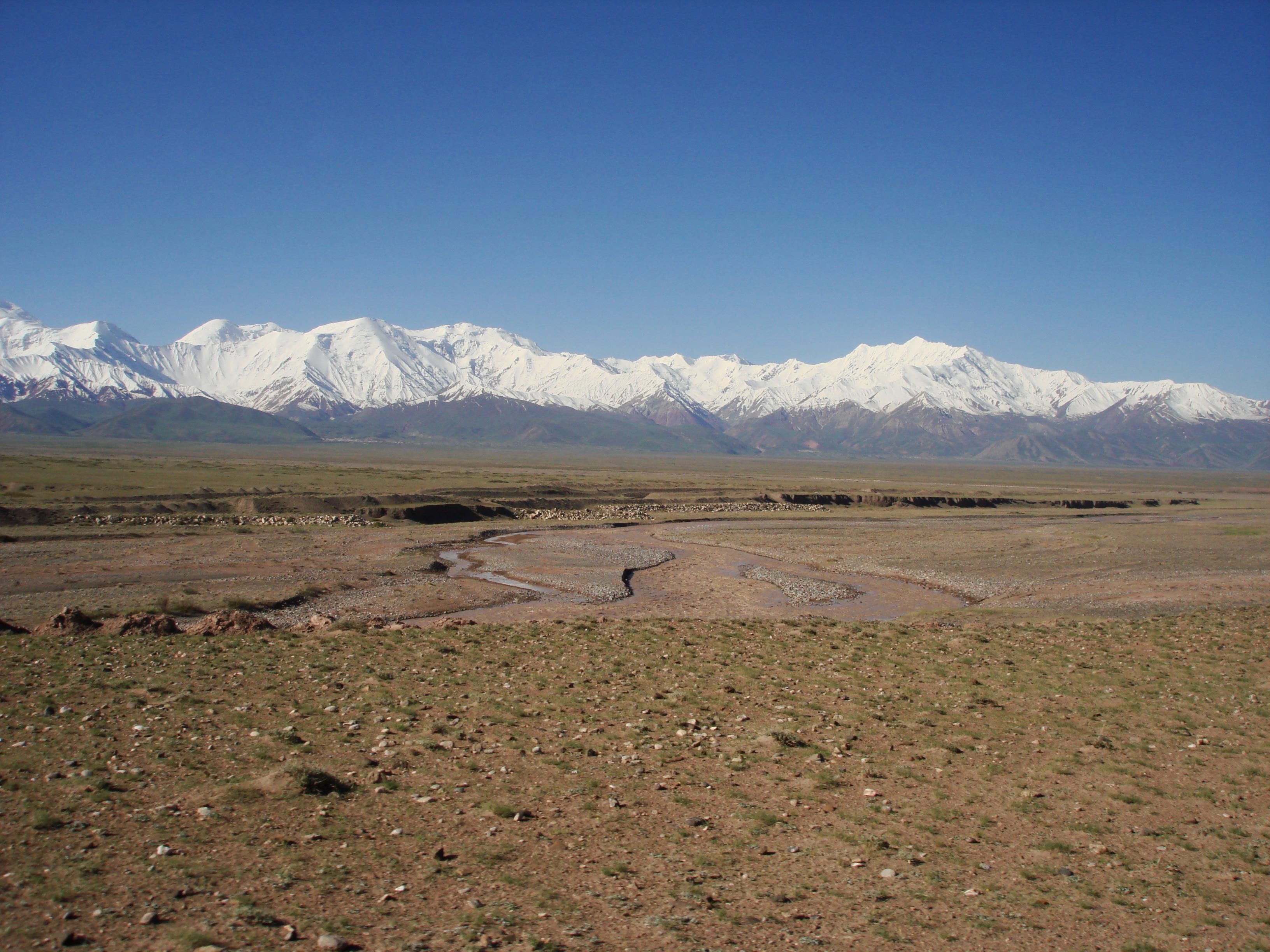
アライ渓谷とキジル＝スー川

## 歴史
アライ渓谷は古代のローマと中国を結ぶ東西通商路、いわゆるシルクロードの少なくとも一つであった可能性が指摘されている。大プリニウスの『博物誌』やプトレマイオスの『ゲオグラフィア（地理学）』には地中海世界から絹を産する国セリカへ陸路で向かうルート上に、ギリシア語で「リティノス・ピュルゴス」（「石の塔」の意）があるという記述がある。『ゲオグラフィア』の記載が曖昧なせいで、『ゲオグラフィア』が受容された地中海世界とイスラーム世界においては、この「リティノス・ピュルゴス」がどこなのか、そもそも実在するのか長らく謎であったところ、19世紀に至って世界が西欧列強の帝国主義による分割の時代を迎えると、最後に残された西洋人未踏の地であったパミール高原にも遠征探検隊が組まれるようになった。イギリスのヘンリー・ユールの説をに基づいて、アライ渓谷を探検したオーレル・スタインはアライ渓谷こそがプトレマイオスが伝えた東西通商路であって、アライ渓谷中のダラウト・クルガン（ダロオト・コルゴン）が「リティノス・ピュルゴス」であろうと報告した。